# Steve Chen
|  | Aquest article tracta sobre l'empresari, un dels fundadors de Youtube. Si cerqueu l'enginyer de supercomputació, vegeu «Steve Chen (enginyer informàtic)». |

Steven Shih Chen (Taipei, Taiwan; 18 d'agost de 1978), és un empresari taiwanès-americà que fou un dels fundadors i director tècnic de YouTube. També va fundar l'empresa AVOS Systems, Inc., on va crear l'aplicació de compartició de vídeo MixBit. Des de 2014 treballa a Google Ventures, la branca de capital de risc d'Alphabet Inc.

## Infantesa i educació
Chen va néixer a Taipei, Taiwan. Quan tenia vuit anys, va emigrar amb la seva família als Estats Units i es van establir a Prospect Heights, Illinois. Els tres últims anys d'institut els va passar en una escola pública d'elit orientada a ciència i matemàtiques, a Aurora (Illinois). Va estudiar informàtica a la Universitat d'Illinois a Urbana-Champaign.

## Vida professional
Quan acabà la universitat va treballar com empleat en PayPal, on va conèixer Chad Hurley i Jawed Karim. També va ser un dels primers empleats de Facebook, però va plegar-ne al cap d'alguns mesos per fundar YouTube.
El 2005 Chen, Hurley i Karim van fundar YouTube, on Chen va assumir el càrrec de director tècnic. El juny de 2006, Business 2.0 el va nomenar una de "Les 50 persones que importen ara mateix" en negocis.
El 16 d'octubre de 2006, Chen i Hurley van vendre YouTube a Google per 1.650 milions de dòlars. Chen va rebre 625.366 accions de Google directament i 68.721 en una fidúcia. La part de Chen estava valorada en 326 milions de dòlars al moment de la venda, però al preu de setembre de 2021 havia pujat a 1.700 milions de dòlars.
Juntament amb Hurley van fundar AVOS Systems, que va adquirir Delicious a Yahoo! Inc.
Chen va ser inclòs a la llista dels 15 científics asiàtics a seguir per la revista Asian Scientist el 15 de maig de 2011.
Chen va posar en marxa la xarxa de transmissió en directe d'aliments Nom.com el 2016 juntament amb Vijay Karunamurthy. El 2017, Nom.com es va tancar, i el seu Twitter va passar a ser privat i el seu compte de Facebook va quedar inactiu des del març del 2017.

## Premis
El 2018, el governador d'Illinois li va concedir l'Orde de Lincoln, l'honor més alt de l'estat.

## Vida privada
Chen es va casar amb Park Ji-hyun, ara Jamie Chen, una gerent de màrqueting de producte de Google Corea, el 2009. Actualment viuen a Taipei amb els seus dos fills. Un fill va néixer el juliol de 2010. La família Chen és benefactora principal del Museu d'Art Asiàtic de San Francisco, i Jaime en forma part de la junta des de juliol de 2012. L'agost de 2019, Chen va traslladar-se a Taiwan i continua vivint-hi amb la seva família.